# サマー・フェニックス
サマー・ジョイ・フェニックス（Summer Joy Phoenix、1978年12月10日 - ）は、アメリカ合衆国フロリダ州出身の女優。

## 略歴
2男3女、5人兄弟の末っ子（三女）。リヴァー・フェニックス、ホアキン・フェニックスの妹にあたる。
俳優ケイシー・アフレックと2006年に結婚。俳優ベン・アフレックの弟であるケイシー・アフレックとは兄ホアキン・フェニックスを通じて知り合った。二人の間には2004年5月に生まれた男児がいる。長兄のリヴァー・フェニックスが出演した映画『インディ・ジョーンズ』シリーズにちなんで、「インディアナ・オーガスト」と名づけたという。2008年に二人目の男児を出産したが、2016年3月にケイシーと離婚した。

## 主な出演作品
- 誘う女 To Die For  (1995)
- パラサイト The Faculty  (1998)
- ノンストップ・ガール Committed  (2000)
- エスター・カーン めざめの時 Esther Kahn  (2000)
- ディナーラッシュ Dinner Rush  (2001)
- ララミー・プロジェクト The Laramie Project  (2002)